# دهستان پیوشک
دهستان پیوشک، یکی از دهستان‌های بخش لیردف شهرستان جاسک در استان هرمزگان ایران است. مرکز این دهستان، روستای پیوشک است.

## جمعیت
بر پایه سرشماری عمومی نفوس و مسکن در سال ۱۳۹۵، جمعیت دهستان پیوشک برابر با ۱۰٬۸۸۸ نفر بوده‌است.